# ريتشارد غوندا
ريتشارد غوندا (بالسلوفاكية: Richard Gonda)‏ هو سائق سباق سلوفاكي، ولد في 14 مارس 1994 في بانسكا بيستريتسا في سلوفاكيا.

## وصلات خارجية
- الموقع الرسمي
- ريتشارد غوندا على موقع DriverDB.com (الإنجليزية)